# Арсеньев, Михаил Михайлович
Арсе́ньев Михаи́л Миха́йлович (1730—1791) — российский государственный деятель, правитель Иркутского наместничества, генерал-поручик.

## Биография
Происходил из дворян Тульской губернии, отец был подмастерьем Санкт-Петербургской Академии наук, дед - стряпчим. 3 марта 1748 года поступил в Московскую школу математических и навигацких наук, в 1750 году переведён в Академию морской гвардии.
Успешно окончив курс наук в Морском кадетском корпусе, выпущен 1 января 1755 г. мичманом на службу во флот, оставаясь в котором до 1775 г., с отличием участвовал в морских кампаниях: Семилетней войны и Архипелагской экспедиции 1769—1774 гг.
В последней экспедиции Арсеньев командовал фрегатом «Надежда» и за отличие в 1773 г. произведен в чин капитана 1-го ранга. В 1775 г., по возвращении флота в Россию, Арсеньев был определён председателем ярославской палаты гражданского суда и оставался в этой должности до 1780 г., когда был снова призван к обязанностям морской службы.
В 1780 году императрица Екатерина II возложила на ярославского генерал-губернатора А. П. Мельгунова поручение, подготовить обстоятельно меры к освобождению пребывавшей в заключении в Холмогорах семьи бывшей Правительницы Анны Леопольдовны и к отправлению принцев Петра и Алексея и принцесс Екатерины и Елизаветы Брауншвейгских в Данию, под покровительство родной тетки их, вдовствующей датской королевы Юлианы-Марии. Деятельными распоряжениями Мельгунова вскоре же была организована небольшая экспедиция и начальником её был избран Арсеньев, как достойный и опытный моряк, хорошо знавший вместе с тем морской путь, по которому предположено было отвезти Брауншвейгскую фамилию.
Приняв командование над фрегатом архангельской флотилии «Полярная Звезда», Арсеньев вышел с ним к Новодвинской крепости, где ожидал прибытия на речном судне из Холмогор принцев и принцесс. 29 июня последние, вместе с определённою к ним свитою, взошли на фрегат и в ту же ночь «Полярная Звезда», подняв паруса и под купеческим флагом и названием вышла в море. Плавание фрегата по причине сильных бурь и неблагоприятной погоды было продолжительно, и только 30 августа Арсеньеву удалось прийти в Берген, где Брауншвейгская фамилия для дальнейшего следования до г. Гарсена была перевезена на датский корабль «Марс».
Перезимовав в Бергене, Арсеньев возвратился летом 1781 г. в Россию и здесь щедро был награждён императрицею. Арсеньев получил чин бригадира, 3000 руб. серебром и 28 июля назначен поручиком-правителя (вице-губернатором) тверского наместничества. 28 июня 1783 г. он был произведен в генерал-майоры, в 1785 г. пожалован орденом св. Владимира 3 степени и в следующем году определён правителем иркутского наместничества. Оставаясь в последней должности до своей кончины, Арсеньев 5 февраля 1790 года был произведен в генерал-поручики.
Умер в апреле 1791 года в Иркутске.